# Коман, Флоринел
Флоринел Теодор Коман (рум. Florinel Teodor Coman; [floriˈnel teˈodor ˈkoman]; родился 10 апреля 1998, Брэила) — румынский футболист, вингер клуба «Аль-Гарафа», выступающий на правах аренды за «Кальяри». Игрок сборной Румынии. Участник чемпионата Европы 2024.

## Клубная карьера
С 2011 года выступал в футбольной академии имени Георге Хаджи. В 2014 году главный тренер «Вииторула» Георге Хаджи привлёк его в основной состав. 18 апреля 2015 года Коман дебютировал за первую команду «Вииторула» в матче чемпионата Румынии против «Астры».
14 августа 2016 года забил свой первый гол в профессиональной карьере в матче против клуба «Тыргу-Муреш».
В феврале 2017 года Коман был признан лучшим игроком месяца в высшей лиге чемпионата Румынии, забив голы в матчах против «Динамо Бухарест», «Пандурия» и «Поли Тимишоара». 18 марта открыл счёт в матче против «Стяуа», в котором «Вииторул» одержал победу со счётом 3:1. 13 мая 2017 года Коман заработал для своей команды пенальти, с которого «Вииторул» забил единственный гол в последнем матче чемпионата против «ЧФР Клужа». После этой победы  «Вииторул» впервые в своей истории стал чемпионом Румынии.
21 августа 2017 года Коман перешёл в клуб «Стяуа» за 2 млн евро (плюс 500 тысяч евро в форме различных бонусов). «Стяуа» установил опцию выкупа Комана в размере €100 млн, а «Вииторул» в случае его продажи получит 20% от будущей суммы трансфера.
22 октября 2017 года Коман впервые отличился в составе «Стяуа», забив два мяча в ворота «Поли Тимишоары».
В августе 2024 года Флоринел перешёл в катарский клуб «Аль-Гарафа». Сумма трансфера составила 5,25 млн евро. Однако деньги на счет «Стяуа» так и не поступили. Представители «Аль-Гарафы» сообщили, что у них была взломана электронная почта, из-за чего денежные средства были переведены на счёт в другой стране. «Стяуа» подала жалобу в ФИФА, требуя оплатить трансфер, плюс штраф в один миллион евро.

## Карьера в сборной
Летом 2019 года Флоринел был приглашён в сборную Румынии до 21 года для участия в чемпионате Европы среди молодёжных команд, который состоялся в Италии. Во втором матче в группе против Англии он отличился двумя голами, а его команда победила со счётом 4:2.
12 октября 2019 года дебютировал за главную сборную Румынии.

## Стиль игры
Коман чаще всего выступает на позиции левого вингера и отличается высокой скоростью и хорошим дриблингом.

## Достижения

### Командные достижения
«Вииторул Констанца»
- Чемпион Румынии: 2016/17
- Финалист Суперкубка Румынии: 2017

«Стяуа»
- Серебряный призёр чемпионата Румынии (4): 2017/18, 2018/19,  2020/21, 2021/22
- Обладатель Кубка Румынии: 2019/20
- Финалист Суперкубка Румынии: 2020

### Личные достижения
- Игрок месяца в чемпионате Румынии: февраль 2017[3]